# Timanfaya Nationalpark
Timanfaya Nationalpark (spansk: Parque Nacional de Timanfaya) er en spansk nationalpark på den sydvestlige del af den kanariske ø Lanzarote. Den omfatter dele af kommunerne Tinajo og Yaiza. Den har et areal på 51 kvadratkilometer. Parken ligger udelukkende på vulkansk jord. Statuen "El Diablo" af César Manrique er dens vartegn.

## Vulkansk aktivitet
De største registrerede vulkanudbrud fandt sted mellem 1730 og 1736. Der er stadig vulkansk aktivitet og temperaturen ligger mellem 100 og 600 °C i en dybde af 13 meter, hvilket ses ved at når man hælder vand ned i jorden, resulterer det i en geyser af damp hvilket er en stor turistattaktion. Der er kun en aktiv vulkan, Timanfaya, som nationalparken er opkaldt efter.
- Charco de los Ciclos
- Timanfaya
- Timanfaya

## Økologisk betydning
UNESCO udpegede i 1993 hele Lanzarote til biosfærereservat, og nationalparken er et af hovedområderne deri.
Den offentlige adgang til parken er reguleret for at beskytte den udsøgte flora og fauna. Der er nogle enkelte vandrestier, og en kort men populær tur med kamel. Fra den offentlige parkeringsplads kan man komme på en tur med bus i det vulkanske landskab, af veje der ellers er lukket for publikum.

## Eksterne kilder og henvisninger
1. ↑  "Protected Natural Areas". Arkiveret fra originalen 24. september 2015. Hentet 16. februar 2017.

- Wikimedia Commons har flere filer relateret til Timanfaya Nationalpark

- Information om Timanfaya, Geologi, Flora, Fauna Arkiveret 13. oktober 2016 hos  Wayback Machine (spansk)
- Lanzarote Sehenswürdigkeiten: Der Timanfaya Nationalpark Arkiveret 4. februar 2016 hos  Wayback Machine (tysk)
- Visit Mars Without Leaving Planet Earth turinformation